# Lista delle aree urbane della Svezia
Questo è l'elenco delle aree urbane in ordine alfabetico in Svezia, come definito dalla Statistiska centralbyrån (Statistiska centralbyrån usa il termine località invece di area urbana), del 31/12/2005. 
Le rilevazioni indicano che Le aree urbane in Svezia sono 1.940 con una popolazione totale di 7.631.952 che costituiscono il 84,4% della popolazione dell'intero paese.
La superficie totale delle aree urbane è di 528.623 ettari (2041 miglia quadrate), che costituivano il 1,3% della superficie di tutto il paese. 
La densità media della popolazione delle zone urbane è di 1.444 abitanti per chilometro quadrato (km²) (3.740 abitanti per miglio quadrato). Al di fuori delle aree urbane la media rilevata è stata solo di 3,5 abitanti per chilometro quadrato (9,1 abitanti per miglio quadrato).
- Aree urbane della Svezia (A-G)
- Aree urbane della Svezia (H-L)
- Aree urbane della Svezia (M-R)
- Aree urbane della Svezia (S-Z)

## Aree più popolose
Le aree urbane con più di 20.000 abitanti nel 2010, secondo lo Statistiska centralbyrån, sono:
- Stoccolma, 1 372 565
- Göteborg, 560 839
- Malmö, 280 415
- Uppsala, 140 454
- Västerås, 110 877
- Örebro, 107 038
- Linköping, 104 232
- Helsingborg, 97 122
- Jönköping, 89 396
- Norrköping, 87 247
- Lund, 82 800
- Umeå, 79 594
- Gävle, 71 033
- Borås, 66 273
- Eskilstuna, 64 679
- Södertälje, 64 619
- Karlstad, 61 685
- Täby, 61 272
- Växjö, 60 887
- Halmstad, 58 577
- Sundsvall, 50 712
- Luleå, 46 607
- Trollhättan, 46 457
- Östersund, 44 327
- Borlänge, 41 734
- Tumba, 37 852
- Upplands Väsby, 37 594
- Falun, 37 291
- Kalmar, 36 392
- Kristianstad, 35 711
- Karlskrona, 35 212
- Skövde, 34 466
- Skellefteå, 32 775
- Lidingö, 31 561
- Uddevalla, 31 212
- Landskrona, 30 499
- Nyköping, 29,891
- Motala, 29 823
- Vallentuna, 29 519
- Örnsköldsvik, 28 991
- Trelleborg, 28 290
- Åkersberga, 28 033
- Varberg, 27 602
- Karlskoga, 27 084
- Lidköping, 25 644
- Alingsås, 24 482
- Märsta, 24 068
- Boo, 24 052
- Ängelholm, 23 240
- Sandviken, 22 965
- Piteå, 22 913
- Kungälv, 22 768
- Visby, 22 593
- Katrineholm, 21 993
- Vänersborg, 21 699
- Västervik, 21 140
- Enköping, 21 121
- Falkenberg, 20 035